# Landman (série télévisée)
Pour les articles homonymes, voir Landman.
Production
Diffusion
Landman est une série télévisée américaine créée par Taylor Sheridan et Christian Wallace. Il s'agit d'une adaptation du podcast Boomtown (en) créé par Christian Wallace et développé avec le partenariat de Texas Monthly et Imperative Entertainment.
La série est diffusée depuis le 17 novembre 2024 sur Paramount+.

## Synopsis
Dans l'ouest du Texas, à Midland, les champs pétrolifères peuplent le paysage et régissent l'économie locale, texane et nationale. Tommy Norris est un landman (en), directeur et superviseur d'une entreprise indépendante, d'extraction pétrolière. Il est chargé de régler les problèmes techniques et humains surtout, qui jonchent son quotidien. Tommy est épuisé par les épreuves de la vie et par son travail. Père de deux enfants, il est divorcé d'Angela. Ce sexagénaire cynique mais bienveillant avec les siens et ses employés, n'aime pas obéir à certaines règles et ne se laisse que rarement dicter sa conduite.

## Distribution

### Acteurs principaux
- Billy Bob Thornton (VF : Gérard Darier) : Tommy Norris
- Ali Larter (VF : Ingrid Donnadieu) : Angela Norris
- Jacob Lofland (VF : Gabriel Bismuth-Bienaimé) : Cooper Norris
- Michelle Randolph (VF : Zina Khakhoulia) : Ainsley Norris
- Paulina Chávez : Ariana
- Kayla Wallace (VF : Noémie Orphelin) : Rebecca Falcone
- Mark Collie (VF : Régis Lang) : le shérif Walt Joeberg
- James Jordan (VF : Olivier Chauvel) : Dale Bradley
- Demi Moore (VF : Marie Vincent) : Cami Miller
- Jon Hamm (VF : Constantin Pappas) : Monty Miller

### Acteurs récurrents
- Colm Feore (VF : Nicolas Marié) : Nathan

### Invités
- Michael Peña (VF : Emmanuel Garijo) : Armando Medina
- Emilio Rivera (VF : Olivier Cordina) : Luis Medina
- Alex Meraz : Jimenez
- Robyn Lively (VF : Armelle Gallaud) : Ellie
- Bart Johnson : Patrick Ramsey
- Andy García (VF : Bernard Gabay) : Galino

 Source et légende : version française (VF) sur RS Doublage.

## Production

### Genèse et développement
En février 2022, Paramount+ lance une série télévisée adaptée du podcast Boomtown créé par Christian Wallace par Taylor Sheridan. Billy Bob Thornton est annoncé dans le rôle principal de la série,. En mai 2023, Jacob Lofland, Ali Larter et Michelle Randolph rejoignent à leur tour la série.
En janvier 2024, Kayla Wallace, James Jordan, Mark Collie et Paulina Chávez sont confirmés dans des rôles réguliers, suivis par Jon Hamm le mois suivant.
En mai 2024, Demi Moore a confirmé que la série connaitra une deuxième saison, la production commençant au début de 2025, et qu'elle y tiendra un rôle.

### Tournage
Le tournage de la première saison débute à Fort Worth (Texas) et ses environs en février 2024. Les prises de vues s'achèvent en juin.
Des scènes sont notamment tournées dans les locaux de l'American Association of Professional Landmen (en) (l'association nationale qui représente les professionnels des agents fonciers, landmen), au Fort Worth Petroleum Club ainsi que dans l'université chrétienne du Texas.

## Épisodes

### Première saison (2024-2025)
1. Landman (Landman)
2. Rêveurs et losers (Dreamers and Losers)
3. Hell Has a Front Yard
4. The Sting of Second Chances
5. Where is Home
6. Beware the Second Beating
7. All Roads Lead to a Hole
8. Clumsy, This Life
9. WolfCamp
10. The Crumbs of Hope

### Deuxième saison (2025-2026)
La plateforme annonce en août 2025 que la saison 2 sera diffusée à partir du 16 novembre 2025. L’acteur américain Sam Elliott est annoncé au casting de la saison 2.

## Accueil

### Accueil critique
La série est notée 4,1 sur 5 par les téléspectateurs sur le site d'Allociné (au 17 août 2025).
La série est notée 8,2 sur 10 sur le site d'IMDb (au 17 août 2025).
Le magazine de cinéma Première évoque un « soap incroyablement beau, boosté par des dialogues truculents, aux accents conservateurs très assumés ».
Le magazine d'actualité Le Nouvel Obs s'enthousiasme pour la série et indique qu'« avec cette plongée dans le monde des plateformes pétrolières texanes, le showrunner de Yellowstone tape juste et fort » et souligne que « le cow-boy pur-jus est magistralement incarné par Billy Bob Thornton ».
Pour le quotidien régional Sud-Ouest, Landman est une des meilleures séries de ces dernières années. Le quotidien apprécie cette série « pleine d’humour et de testostérone » avec des « dialogues percutants ».

### Audiences
La première saison de Landman remporte un franc succès, en signant notamment l’un des meilleurs démarrages de tous les temps sur Paramount+ et en réunissant 35 millions de fidèles à travers le monde, devenant ainsi la série originale la plus vue sur la plateforme.

## Distinctions

### Nominations
- Golden Globes 2025 : Meilleur acteur dans une série télévisée dramatique pour Billy Bob Thornton